# Tordai Árpád
Tordai Árpád Örs György (Marosvásárhely, 1997. március 11. –) magyar származású román labdarúgó, a Mezőkövesd kapusa.

## Pályafutása

### Klubcsapatokban
Tordai a romániai Gheorghe Hagi Labdarúgó Akadémia csapatánál nevelkedett. A román élvonalban a Viitorul Constanța színeiben mutatkozott be 2016 márciusában egy Astra Giurgiu elleni mérkőzésen. A Viitorul Constanța csapatával román bajnokságot, kupát és szuperkupát is nyert. 2018 és 2019 között kölcsönben a Petrolul Ploiești és az Universitatea Cluj csapataiban futballozott. 2021 januárjában a magyar első osztályú MOL Fehérvár vette kölcsön a szezon végéig. 2021 nyarán a Viitorul Constanțával fuzionáló Farul Constanța igazolta le. 2021. augusztus 31-től a Mezőkövesd játékosa.

### A válogatottban
Többszörös román utánpótlás-válogatott.

## Sikerei, díjai
Viitorul Constanța
- Román bajnok: 2016–17
- Román kupa: 2018–19
- Román szuperkupa: 2019–20

 MOL Fehérvár
- Magyar kupa ezüstérmes: 2020–21